# Henriette Ith-Wille

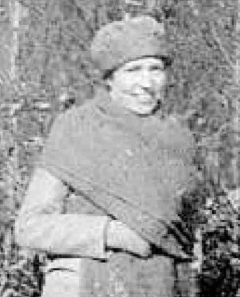
Henriette Ith-Wille (1921)

Henriette Ith-Wille (geb. 31. August 1885 in La Chaux-de-Fonds;  gest. 12. November 1978 in Genf) war eine Schweizer Esperantistin und Pazifistin sowie Mitarbeiterin des Pädagogen Pierre Bovet. Als Autorin benutzte sie das Pseudonym Henriette Rémi. Sie war auch unter ihrem Ehenamen aus erster Ehe, Henriette Danneil, und aus zweiter Ehe, Henriette Ith, bekannt.

## Die Jugend und der Erste Weltkrieg
Henriette Wille wurde in einer jurassischen Uhrmacherfamilie geboren. Ihr Vater Charles (1835–1896) starb, als sie 11 Jahre alt war. Henriette wurde von ihrer Mutter Jenny Borkiewitcz in einer freidenkenden und kulturell anregenden Umgebung erzogen. Die ersten Jahre des 20. Jahrhunderts verbrachte sie in Zürich, England und Berlin, wo sie Sprachen und Fotografie lernte. Im Jahr 1908 kehrte sie nach La Chaux-de-Fonds zurück, wo sie ein Fotostudio eröffnete.
1914 heiratete sie den deutschen Offizier Hans Danneil, wodurch sie die deutsche Staatsangehörigkeit erhielt und die schweizerische verlor. Während des Ersten Weltkriegs arbeitete Henriette Danneil als Krankenschwester im Militärlazarett im deutschen Verden. Sie pflegte die durch Granaten und andere Sprengkörper entstellten Kranken. Ihre Erinnerungen an diese Jahre veröffentlichte sie 1942 in dem Buch Hommes sans visage (2014 mit einem ausführlichen Vorwort von Stéphane Garcia neu aufgelegt). Die Kriegserfahrungen brachten sie einer philosophischen Betrachtung über den Sinn des Lebens näher. So übertrug sie das Buch des Literaturnobelpreisträgers Rudolf Eucken Der Sinn und Wert des Lebens in Blindenschrift. 1919 schloss sie sich dem von dem deutschen Mathematiker und Philosophen Leonard Nelson initiierten Internationalen Jugend-Bund in Göttingen an. Sie trat auch in die Sozialdemokratische Partei Deutschlands (SPD) ein, wurde aber 1925 zusammen mit den anderen Mitgliedern des Bundes ausgeschlossen. 1924 zog sie nach Genf, wo sie den Rest ihres Lebens verbringen sollte. Vom Ehemann Hans Danneil hatte sie sich bald getrennt, formell erfolgte die Scheidung 1928.

## Bildung und Esperanto

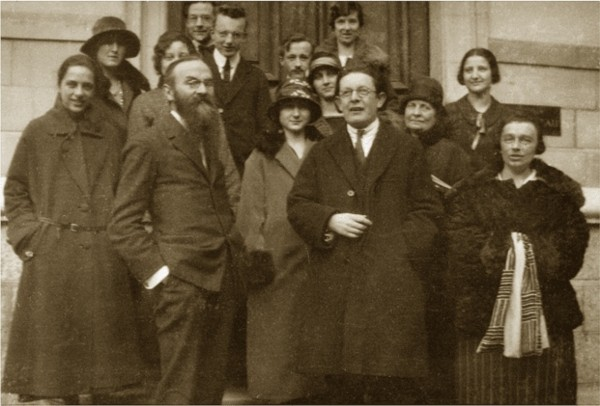
Gruppenbild mit Pierre Bovet (mit Bart) vor dem Institut Jean-Jacques Rousseau in Genf (1925). Unklar ist, ob Henriette Ith, Sekretärin von Bovet, auf dem Bild zu sehen ist.

In Genf hielt sie ihren Kontakt zu Leonard Nelson aufrecht. 1926 lernte sie die internationale Plansprache Esperanto, eine Sprache, die sie später an der Genfer Schule für soziale Studien für Frauen unterrichten sollte. In dieser Zeit lernte sie Edmond Privat kennen, einen einflussreichen Pazifisten und Esperantisten und wurde Mitglied der lokalen Esperanto-Gruppe La Stelo.
Durch ihre Freundin Alice Descoeudres lernte sie wichtigste Vertreter der Reformpädagogik kennen, wie Édouard Claparède, Adolphe Ferrière und Pierre Bovet, die 1925 das Bureau international de éducation BIE (International Bureau of Education) gegründet hatten. Sie brachte vielen Menschen Esperanto bei, z. B. um die Organisation und Kommunikation der Teilnehmenden des Weltkongresses der Pädagogik, der 1929 in Genf stattfand, zu erleichtern. Mit Hilfe des Weltverbandes der Esperanto-Lehrer übersetzte sie mehrere Jahre lang das BIE-Bulletin in Esperanto. Während dieser Zeit arbeitete sie als persönliche Sekretärin des Pädagogen Pierre Bovet, sowohl am Institut Jean-Jacques Rousseau als auch am BIE. Zu wissenschaftlichen Zwecken unterrichtete auch Kinder in Esperanto. Für Henriette Ith waren sowohl die neue Schule als auch Esperanto Werkzeuge zur Schaffung einer friedlicheren Gesellschaft. Wie Maria Montessori glaubte sie, dass nachhaltiger Frieden eher durch die Erziehung des individuellen Geistes als durch die Macht von Staaten erreicht werden kann.

## Pazifistischer Aktivismus
Adolphe Ferrière war Herausgeber der Zeitschrift Pour l'Ere Nouvelle. Drei Jahre lang war Henriette seine Assistentin. Ausserdem übersetzte sie Ferrières Buch Transformons l' école ins Esperanto. Sie übersetzte auch Abrüstung und Erziehung (Senarmigo kaj edukado) ins Esperanto, das anlässlich der Weltkonferenz für Abrüstung, die 1932–1934 in Genf stattfand, veröffentlicht wurde. So nahm sie eine aktive Rolle in der Arbeiterbewegung ein, obwohl sie ihre Artikel nicht unterschreiben konnte, weil sie offiziell deutsche Staatsbürgerin war und der Kontakt mit Mitgliedern dieser Partei ihr Probleme mit den Schweizer Behörden bereiten konnte.
Henriette heiratete Émile Ith (1902–1965), einen siebzehn Jahre jüngeren Schweizer Idealisten. Émile Ith war gerade aus dem Gefängnis entlassen worden, wo er sechs Monate als Kriegsdienstverweigerer verbracht hatte. Dieser junge Mann war Tischler, Gewerkschafter, Freidenker und Anarchist. Im Gefängnis hatte ihn der Psychoanalytiker Charles Baudouin besucht, der das Ehepaar überzeugt hatte, als freie Studenten an der Universität Genf Psychologie zu studieren. Beide waren Mitglied verschiedener pazifistischer Organisationen, wie dem Service Civil International und dem Internationalen Versöhnungsbund. Mehrere Freunde, wie Hélène Monastier, Pierre Cérésole und Edmond Privat überzeugten sie, auch den Quäkern (ReligiösenGesellschaft der Freunde) beizutreten.

## Werke (Auswahl)
- Henriette Rémi: Gueules cassées, 2ème éd. de: Hommes sans visage. Lausanne Ed. Spes S.A. 1950.
- Henriette Rémi: Hommes sans visage, postf. historique de Stéphane Garcia. Genève: Slatkine 2014. ISBN 978-2-8321-0608-2.
- Kiel eduki niajn infanojn? revolucio en edukado per celkonscia, centrigita laboro. De Ad. Ferrière; el la franca tradukis H. Ith-Wille. Purmerend: J. Muusses 1938.
- Pierre Bovet; Henriette Ith: Enketo pri la internacia helplingvo. Stockholm 1949.